# 4:44
4:44 è il tredicesimo album in studio del rapper statunitense Jay-Z, pubblicato il 30 giugno 2017 negli Stati Uniti d'America dalla Roc Nation e dalla Universal Music Group. Il progetto discografico ha ottenuto otto candidature alla 60ª edizione dei Grammy Awards, tra cui all'album dell'anno e al miglior album rap.
Quattordicesimo album del rapper ad esordire alla prima posizione della Billboard 200, il progetto discografico è stato elogiato e sostenuto dalla critica musicale per le tematiche affrontate, tra cui il razzismo negli Stati Uniti d'America, la stereotipizzazione della cultura hip hop e la fedeltà coniugale, quest'ultimo ritenuto una risposta all'album Lemonade della moglie Beyoncé, pubblicato nel 2016.
Dal progetto sono stati estratti i singoli 4:44, Bam e Family Feud, oltre che il video musicale del brano The Story of O.J..

## Descrizione
Oltre a Jay-Z, l'album vede la partecipazione di alcuni produttori discografici: il rapper e produttore No I.D., il cantante James Blake e il duo di musica elettronica Mount Kimbie. Altre collaborazioni presenti sono di Frank Ocean, Damian Marley, James Fauntleroy, Kim Burrell e The-Dream. Nell'album partecipano sia la moglie Beyoncé che la primogenita della coppia, Blue Ivy, che la madre del rapper, Gloria Carter.

## Registrazione
La prima fase di registrazione e stesura dei brani è avvenuta a Parigi, in Francia, per 45 giorni nel 2015. Il team ha alloggiato in un hotel e ha allestito due studi in due camere d'albergo diverse, uno per la moglie, Beyoncé, e uno per Jay-Z. Il rapper ha raccontato come i coniugi abbiano registrato musica sia separatamente che insieme, dichiarando che «l'uso della nostra arte quasi come una sessione di terapia» dopo la crisi coniugale che ha attraversato la coppia. Il primo progetto pubblicato dalla sessione di Parigi è stato Lemonade, sesto album in studio di Beyoncé, mentre il progetto del rapper è stato rielaborato e ultimato dal dicembre 2016 al giugno 2017. Il terzo progetto nato dalla sessione è stato l'album collaborativo, Everything Is Love, pubblicato nel 2018 sotto il nominativo The Carters.

## Pubblicazione e promozione
L'album è stato pubblicato inizialmente come un'esclusiva per i servizi di musica in streaming Sprint e Tidal, quest'ultimo di proprietà del rapper. Dal 7 luglio 2017 l'album viene distribuito anche in versione fisica, includendo le tracce bonus come fatto per Tidal. Nella stessa data è stato reso disponibile sulle piattaforme di streaming Amazon Music, Google Play Music, e Apple Music. Durante questo periodo, è stato riferito che la compagnia di telefonia mobile Sprint Corporation, uno dei principali azionisti di Tidal, ha acquistato un milione di copie di 4:44 e ha fornito agli abbonati il download gratuito dell'album.
Contemporaneamente alla pubblicazione dell'album sono stati resi disponibili sulla piattaforma Tidal i video musicali dei brani, tra cui The Story of O.J., basato sul cortometraggio animato della Disney Animation Studios The Story of Little Black Sambo.
Come per il precedente album in studio di Jay-Z, Magna Carta Holy Grail, anche 4:44 non è stato preceduto da singoli promozionali. Il primo singolo estratto, 4:44 è stato trasmesso alle radio statunitensi l'11 luglio 2017, seguito da Bam, pubblicato come secondo singolo il 26 settembre 2017. Il terzo singolo è stato Family Feud, collaborazione con Beyoncé, pubblicato il 26 gennaio 2018.

## Accoglienza
| Recensione       | Giudizio |
| ---------------- | -------- |
| AllMusic         |          |
| Robert Christgau | A-       |
| XXL              |          |
| RapReviews       |          |
| PopMatters       |          |
| The Guardian     |          |
| NME              |          |
| Q                |          |
| The A.V. Club    | A-       |
| Pitchfork        |          |
| Rolling Stone    |          |
| Spin             |          |

Il progetto discografico ha ricevuto l'elogio della critica musicale, ottenendo sulla piattaoforma Metacritic un punteggio di 82 su 100, basato su 29 recensioni.
Dan Weiss di Consequence ha apprezzato i testi e la scelta dei termini utilizzati nei brani, scrivendo che «4:44 è il primo album di JAY-Z in cui si rimane appesi a ogni singola parola dall'inizio alla fine, perché le parole hanno un significato quattro volte superiore» ritenendolo una «stupefacente evoluzione verso un superiore livello di gioco di parole, [...] rifiutandosi di nascondere i suoi sentimenti o le sue responsabilità».
Joe Coscarelli del The New York Times riscontra che 4:44 sia una perfetta continuazione dell'album Lemonade della moglie, poiché è concepito come un progetto «confessionale e autobiografico con prospettive di ampio respiro sulla vita dei neri negli Stati Uniti» in cui affronta anche l'infedeltà coniugale e il controverso litigio con la cognata Solange Knowles. Anche Mikael Wood del Los Angeles Times si sofferma sugli aspetti privati cantati del rapper nel progetto, scrivendo che «fa una ramanzina alla versione più giovane di se stesso; [...] un'ammissione devastante da parte di un rapper che si è fatto un nome come icona di fredda imperturbabilità». Wood rimane anche piacevolmente colpito dalla presenza della madre del rapper, Gloria Carter, e della volontà di parlare della sua omosessualità.
L'album è inserito in diverse pubblicazioni tra i migliori dell'anno, tra cui quelle di Associated Press, Billboard, Complex, Consequence, Entertainment Weekly, Exclaim!, The Independent, Newsweek, NME, National Public Radio, People, Pitchfork, Rolling Stone, e Slant Magazine.

## Riconoscimenti
BET Awards
- 2018 – Candidatura all'album dell'anno[43]

BET Hip Hop Awards
- 2018 – Candidatura all'album dell'anno[44]

Grammy Award
- 2018 – Candidatura all'album dell'anno[45]
- 2018 – Candidatura al miglior album rap

NAACP Image Award
- 2018 – Candidatura al miglior album[46]

## Tracce
1. Kill Jay Z – 3:58 (Shawn Carter) – No I.D.
2. The Story of O.J. – 3:52 (Carter) – No I.D., Jay-Z (co-prod.)
3. Smile (featuring Gloria Carter) – 4:49 (Carter, Stevie Wonder) – No I.D., Jay-Z (co-prod.)
4. Caught Their Eyes (featuring Frank Ocean) – 3:26 (Carter, Frank Ocean) – No I.D., Jay-Z (co-prod.)
5. 4:44 – 4:44 (Carter, Kanan Keeney) – No I.D.
6. Family Feud (featuring Beyoncé) – 4:11 (Carter, Elbernita Clark) – No I.D.
7. Bam (featuring Damian Marley) – 3:55 (Carter) – No I.D.
8. Moonlight – 4:24 (Carter) – No I.D., Jay-Z (co-prod.)
9. Marcy Me – 3:54 (Carter) – No I.D.
10. Legacy – 3:57 (Carter) – No I.D., Jay-Z (co-prod.)
11. Adnis – 4:26 (Carter, James Blake) – Blake, No I.D. (prod. agg.)
12. Blue's Freestyle/We Family (featuring Blue Ivy Carter) – 4:23 (Carter, Sonia Bazanta) – No I.D., Jay-Z (co-prod.)
13. MaNyfaCedGod (featuring James Blake) – 4:18 (Carter) – Blake, Maker, No I.D. (prod. agg.)

## Successo commerciale
Secondo Nielsen SoundScan, 4:44 ha esordito alla prima posizione della Billboard 200 statunitense con 262.000 unità equivalente ad album, di cui 174.000 copie sono vendite di album fisici, nella prima settimana di commercializzazione, divenendo il quattordicesimo album del rapper a riuscirci. La settimana successiva alla sua pubblicazione, 5 luglio 2017, l'album è stato certificato disco di platino dalla RIAA, per le vendite di oltre un milione di unità.

## Classifiche

### Classifiche settimanali
| Classifica (2017)         | Posizione massima |
| ------------------------- | ----------------- |
| Australia                 | 3                 |
| Austria                   | 11                |
| Belgio (Fiandre)          | 14                |
| Belgio (Vallonia)         | 63                |
| Canada                    | 1                 |
| Danimarca                 | 18                |
| Francia                   | 43                |
| Germania                  | 15                |
| Norvegia                  | 11                |
| Nuova Zelanda             | 10                |
| Paesi Bassi               | 11                |
| Polonia                   | 27                |
| Portogallo                | 33                |
| Regno Unito               | 3                 |
| Spagna                    | 61                |
| Stati Uniti               | 1                 |
| Stati Uniti (R&B/Hip-Hop) | 1                 |
| US Top Rap Albums         | 1                 |
| Svezia                    | 16                |
| Svizzera                  | 5                 |

### Classifiche di fine anno
| Classifica (2017)         | Posizione massima |
| ------------------------- | ----------------- |
| Stati Uniti               | 36                |
| US Top R&B/Hip-Hop Albums | 15                |
| US Top Rap Albums         | 14                |